# Kevin Hoyos
Kevin Hoyos (Fountain Valley, California, Estados Unidos; 25 de febrero de 1993) es un futbolista argentino-estadounidense. Juega como delantero en el América de Quito de la Serie B de Ecuador.
Es hermano del también futbolista Michael Hoyos, quien juega en Independiente del Valle de la Serie A de Ecuador.

## Clubes
| Club             | País      | Año       |
| ---------------- | --------- | --------- |
| Estudiantes (LP) | Argentina | 2012-2013 |
| Victoria         | Honduras  | 2013      |
| Estudiantes (LP) | Argentina | 2014      |
| Tristán Suárez   | Argentina | 2014-2015 |
| Villa San Carlos | Argentina | 2015      |
| Fénix            | Argentina | 2016      |
| Unión (VK)       | Argentina | 2016      |
| Vida             | Honduras  | 2017      |
| Parrillas One    | Honduras  | 2018-2019 |
| San Miguel       | Argentina | 2019-2020 |
| Marathón         | Honduras  | 2021      |
| América de Quito | Ecuador   | 2021-act. |